# Gornja Vrućica (Trpanj)
Gornja Vrućica falu Horvátországban, Dubrovnik-Neretva megyében. Közigazgatásilag Trpanjhoz tartozik.

## Fekvése
Makarskától légvonalban 38 km-re délkeletre, Dubrovnik városától légvonalban 77, közúton 104 km-re északnyugatra, községközpontjától légvonalban 2, közúton 3 km-re délre, a Pelješac-félsziget nyugati felén fekszik.

## Története
A félsziget barlangjaiban talált régészeti leletek tanúsága szerint területe már az őskorban lakott volt. Az itt elő első ismert nép az illírek voltak akiknek a település határában emelkedő Gradina nevű magaslaton erődített településük volt. Az illírek jelenlétének bizonyítéka az a halomsír is, mely a település határában található. Az illírek i. e. 30-ig uralták a térséget, amikor Octavianus hadai végső győzelmet arattak felettük. A római légionáriusok a félsziget több pontján letelepedtek magukkal hozva kultúrájukat, életmódjukat, szokásaikat. A római villagazdaságokban nagy mennyiségű gabonát, olívaolajat, bort, sózott halat és más élelmiszert állítottak elő, melyekkel élénk kereskedelmet folytattak. Ezek a tágas, kényelmesen berendezett épületek központi fűtéssel, díszes mozaikpadlóval, luxustárgyakkal rendelkeztek. A község területén több villagazdaság maradványa is megtalálható maradványai.
A horvátok ősei a 7. században érkeztek erre a vidékre. A térség urai sűrűn váltogatták egymást, majd a 14. századtól a 18. század végéig a Raguzai Köztársasághoz tartozott. A köztársaságot képviselő kapitányok kezdetben Trstenicáról, majd Janjinából igazgatták. Vrućica plébániáját 1548-ban alapították a mai Donja Vrućicán, ekkor épült a plébániatemplom is. A plébániához kezdetben Donja- és Gornja Vrućica, valamint Duba mellett Trpanj is hozzá tartozott. A mai községközpont akkor még kisebb település volt. A 19. század-ban azonban Trpanj gyorsan fejlődött. 1844-ben előbb saját káplánja, majd 1850-től önálló plébániája lett. 1971-ig Gornja Vrućica is oda tartozott formálisan. 1806-ban a Raguzai Köztársaságot legyőző franciák uralma alá került, de Napóleon bukása után 1815-ben a berlini kongresszus a Habsburgoknak ítélte. 1857-ben 243, 1910-ben 205 lakosa volt. 1918-ban az új szerb–horvát–szlovén állam, majd később Jugoszlávia része lett. Nagy kivándorlási hullám volt az 1980-as években, amikor tíz év alatt a népesség száma közel a felére esett vissza. 1991-től a független Horvátországhoz tartozik. 2011-ben a településnek 46 lakosa volt.

## Népesség

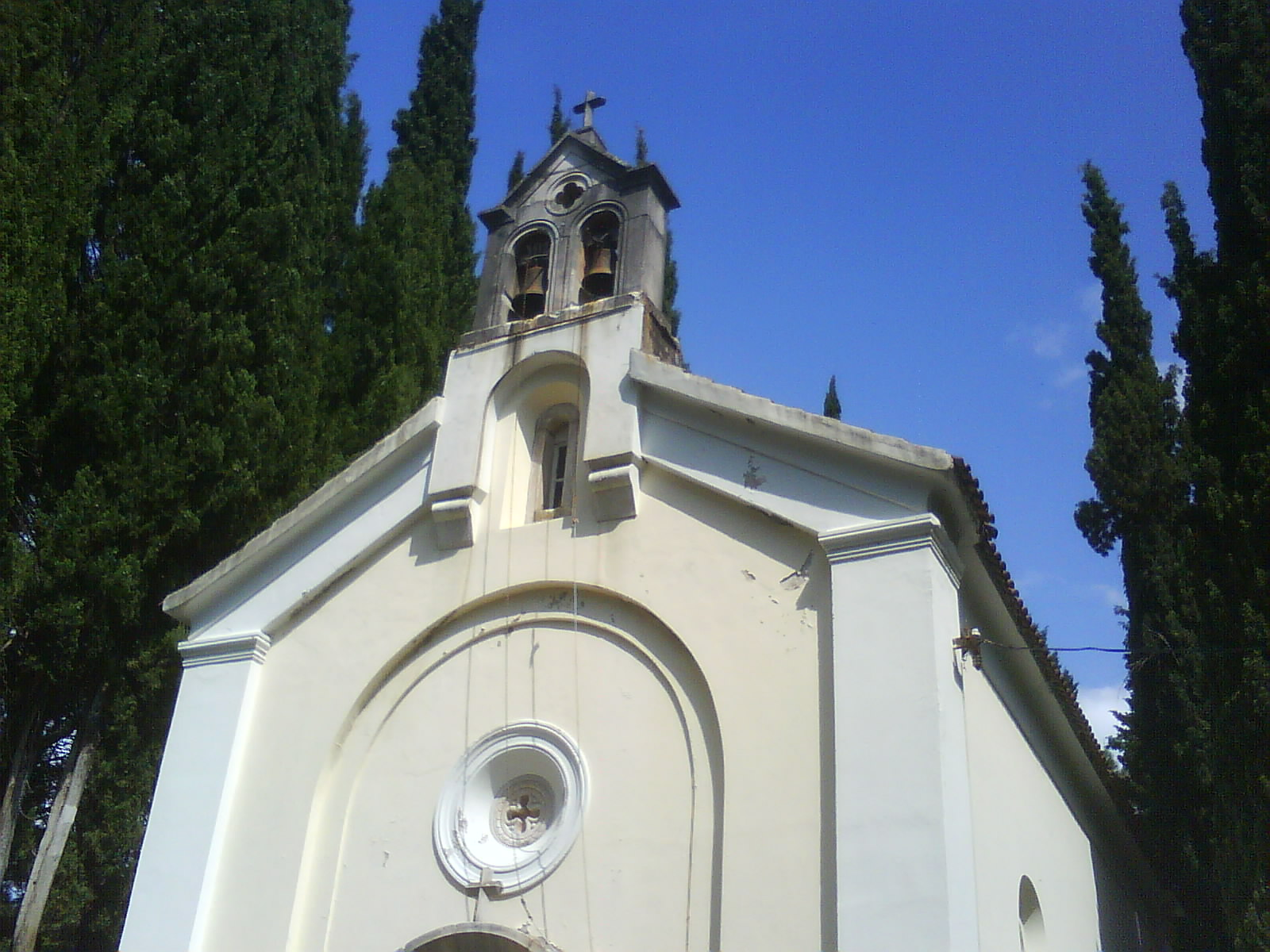
A Szent György templom

| Lakosság változása | Lakosság változása | Lakosság változása | Lakosság változása | Lakosság változása | Lakosság változása | Lakosság változása | Lakosság változása | Lakosság változása | Lakosság változása | Lakosság változása | Lakosság változása | Lakosság változása | Lakosság változása | Lakosság változása | Lakosság változása |
| ------------------ | ------------------ | ------------------ | ------------------ | ------------------ | ------------------ | ------------------ | ------------------ | ------------------ | ------------------ | ------------------ | ------------------ | ------------------ | ------------------ | ------------------ | ------------------ |
| 1857               | 1869               | 1880               | 1890               | 1900               | 1910               | 1921               | 1931               | 1948               | 1953               | 1961               | 1971               | 1981               | 1991               | 2001               | 2011               |
| 243                | 226                | 222                | 231                | 192                | 205                | 240                | 241                | 193                | 191                | 206                | 182                | 135                | 79                 | 62                 | 46                 |

## Nevezetességei
- Szent György templom. Szűz Máriát ábrázoló oltárképét Ante Cibilić atya festette 1767-ben.
- Szent Megváltó templom. Ma használaton kívül, romos állapotban áll.
- Irgalmas Szűzanya templom.
- Szent Paszkál kápolna 1898-ban épült, 2010-ben megújították.
- A népi építészet jellegzetességei Novačići és Kračinići településrészeken.
- A Zamanja család nyári rezidenciájának maradványai.

## Gazdaság
A lakosság fő bevételi forrása a turizmus és a mezőgazdaság. A falu határában főként szőlőt és olajbogyót termesztenek.

## Oktatás
A településen nem működik iskola, az itteni gyermekek Trpanjra járnak iskolába.